# 幌向車站
幌向車站（日语：／ Horomui eki */?）是一由北海道旅客鐵道（JR北海道）所經營的鐵路車站，位於日本北海道岩見澤市幌向，是JR北海道函館本線沿線車站之一，屬於JR北海道本社（札幌總部）的直轄範圍，並將站務委託由子公司北海道JR服務網（北海道ジェイ・アール・サービスネット）經營。

## 車站結構
幌向車站站房建於跨線天橋上，站內採島式與相對式月台的組合，共3條乘車線。
車站名稱與附近的地名「幌向」源於愛奴語中的（poro-moy，意指「大水池」）。在1882年官營幌內鐵道設置本站時，當時車站原名幌向太，目前的站名是在1886年時啟用。

### 月台配置
| 月台 | 路線      | 方向             | 目的地                     |
| ---- | --------- | ---------------- | -------------------------- |
| 1    | ■函館本線 | 上行本線         | 江別、札幌、手稻、小樽方向 |
| 2    | ■函館本線 | 上下折返、待避線 |                            |
| 3    | ■函館本線 | 下行本線         | 岩見澤、瀧川方向           |

## 相鄰車站
北海道旅客鐵道
函館本線
■區間快速「石狩Liner」、■普通
豐幌（A10）－幌向（A11）－上幌向（A12）